# Bursera multifolia
Bursera multifolia là một loài thực vật có hoa trong họ Burseraceae. Loài này được (Rose) Engl. mô tả khoa học đầu tiên năm 1931.